# K2-229b
K2-229bは、おとめ座の方向に約340光年離れた位置にあるK型主系列星K2-229を公転している2つの太陽系外惑星の内の1つである。

## 特徴
| 地球 | K2-229b   |
| ---- | --------- |
| 地球 | Exoplanet |

K2-229bは2018年に、ケプラー宇宙望遠鏡の延長ミッション「K2ミッション」によるトランジット法を用いた観測データから発見され、その後にチリのラ・シヤ天文台に設置されている高精度視線速度系外惑星探査装置によるドップラー分光法を用いた詳細な観測が行われた。その結果、K2-229bは地球の2.59倍の質量と1.164倍の半径を持つ地球型惑星であるとされた。主星から約200万kmしか離れておらず、わずか14時間で軌道を一周している。これは既知の太陽系外惑星の中でも、特に短い公転周期である。主星と至近距離で公転しているため、表面温度は約1,700℃、或いは2,000℃を超えているとされている。
大きさの割に質量が大きいため、密度は8.9g/cm3にもなり、これは太陽系で最も密度が高い地球（5.5 g/cm3）の約1.6倍で、これに基づくと、表面における重力の強さは地球の1.91倍になる。このことから、K2-229bは内部に、水星のような金属で構成された大きな核を持っている鉄惑星、あるいは、主星の至近距離を公転しているため、大気が恒星風によって剥ぎ取られて、核が露出しているクトニア惑星のような天体である可能性が示されている。